# Adams (Dakota del Nord)
Adams è un centro abitato (city) degli Stati Uniti d'America, situato nella Contea di Walsh, nello Stato del Dakota del Nord. Nel censimento del 2000 la popolazione era di 203 abitanti. La città è stata fondata nel 1905.

## Geografia fisica
Secondo i rilevamenti dell'United States Census Bureau, la località di Adams si estende su una superficie di 2,6 km², tutti occupati da terre.

## Popolazione
Secondo il censimento del 2000, ad Adams vivevano 203 persone, ed erano presenti 60 gruppi familiari. La densità di popolazione era di 79 ab./km². Nel territorio comunale si trovavano 118 unità edificate. Per quanto riguarda la composizione etnica degli abitanti, il 94,58% era bianco, l'1,97% apparteneva ad altre razze e il 3,45% a due o più. La popolazione di ogni razza ispanica corrispondeva al 7,39% degli abitanti.
Per quanto riguarda la suddivisione della popolazione in fasce d'età, il 26,1% era al di sotto dei 18, il 5,4% fra i 18 e i 24, il 22,7% fra i 25 e i 44, il 16,7% fra i 45 e i 64, mentre infine il 29,1% era al di sopra dei 65 anni di età. L'età media della popolazione era di 42 anni. Per ogni 100 donne residenti vivevano 97,1 maschi.